# Jakob von Savoyen

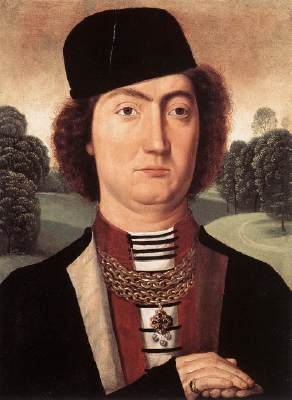
Porträt von Jakob von Savoyen von Hans Memling, ca. 1470

Jakob von Savoyen (* 12. November 1450; † 30. Januar 1486 in Ham), Graf von Romont und Herr der Baronie Waadt, war der zehnte Sohn des Herzogs Ludwig I. von Savoyen und der Anna von Lusignan. Er spielte als Parteigänger Karls des Kühnen eine wichtige Rolle während der Burgunderkriege. Jakob heiratete 1484 Marie de Luxembourg (1462–1546). Er hatte eine Tochter, Françoise Louise von Savoyen (1485–1511).

## Savoyischer Baron über die Waadt

Wappen Jakobs von Savoyen

Als Amadeus IX., der älteste Bruder Jakobs, 1465 nach dem Tod Ludwigs I. als Minderjähriger Herzog von Savoyen wurde, erhielt Jakob die savoyische Baronie Waadt und den Titel eines Grafen von Romont mit den Städten Murten, Avenches, Payerne, Romont, Moudon, Rue und Yverdon als Apanage. Amadeus’ Ehefrau Jolande von Frankreich übernahm bis 1478 die Regentschaft im Herzogtum Savoyen.
Während seine beiden Brüder Peter von Savoyen, Fürstbischof von Genf, und Philipp II. «Ohneland», Graf von Bresse, in wechselnden Koalitionen für Frankreich und Burgund als Bündnispartner eintraten, stand Jakob ganz im Dienst des aufstrebenden Herzogs Karl «des Kühnen» von Burgund. Er stand auch bald mit Jolande in einem Konflikt, da er sich Rechte und Gebiete aneignete, die eigentlich Herzog Amadeus zustanden. In einem Schiedsspruch von 1471 entschieden die Städte Bern und Freiburg, dass er diese Gebiete behalten dürfe.
Im Dienste Herzog Karls stieg Jakob 1473 zum Gouverneur von Burgund, Großmarschall und Oberkommandierender eines Drittels der burgundischen Streitmacht auf. Aus diesem Grund hielt er sich hauptsächlich am burgundischen Hof auf.

## In den Diensten Burgunds

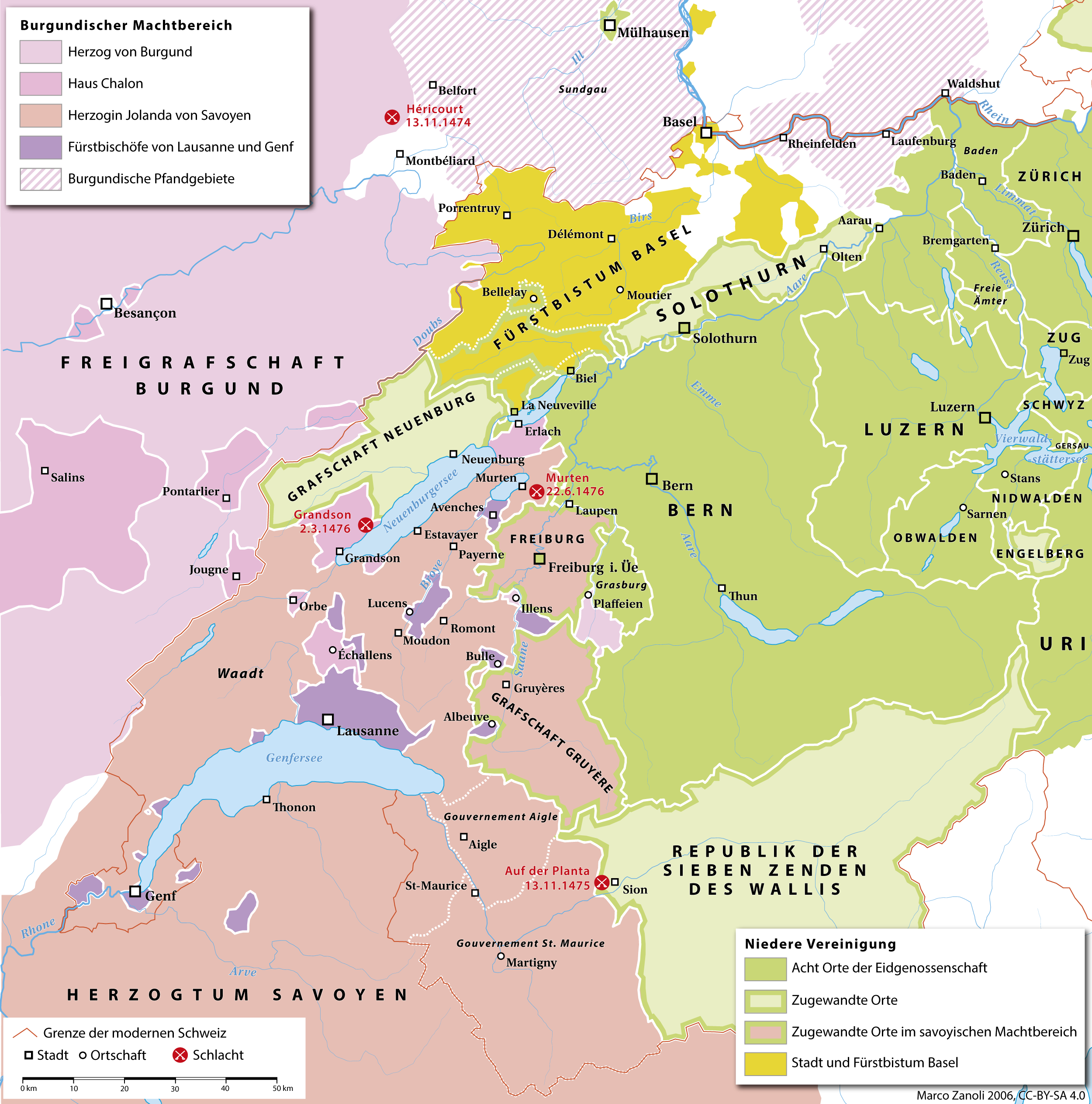
Schauplätze der Burgunderkriege

Nach der Kriegserklärung der Niederen Vereinigung und der Eidgenossenschaft gegen Karl den Kühnen 1474 stand auch Jakob plötzlich in einem Gegensatz zur Eidgenossenschaft, obwohl Savoyen traditionell eigentlich mit Bern verbündet war. Als die Truppen der oberelsässischen Städte und der Eidgenossenschaft die Stadt Héricourt in der Freigrafschaft belagerten, sammelte Jakob im November burgundische Truppen und wollte mit Heinrich von Neuenburg-Blamont Héricourt entsetzen. Als er dort ankam, war die Stadt aber bereits gefallen, und die burgundischen Truppen erlitten in der Schlacht bei Héricourt eine Niederlage.
Im darauf folgenden Frühjahr 1475 zogen die Berner zu einem Plünderungs- und Eroberungszug in die Waadt, um einerseits gegen die savoyischen Lehensträger burgundischer Herkunft wie auch gegen Jakob selbst vorzugehen. In der äußerst hart und brutal geführten Kampagne eroberte Bern Grandson, Orbe und die Festung Jougne im Jura. Im Sommer folgte ein Kriegszug in die Freigrafschaft gegen Blamont, Grammont und L’Isle, und im August fiel Bern erneut in die Waadt ein, diesmal weil Savoyen italienischen Söldnern Karls den Durchzug erlaubt hatte.
Am 14. Oktober 1475 erklärte Bern schließlich Jakob persönlich den Krieg, weil seine Untertanen gegen die bernischen Truppen in der Waadt vorgegangen seien. Bis Ende Oktober wüteten die Berner mit äußerst grausamer Kriegsführung in der Waadt und eroberten 16 Städte und 43 Schlösser. Schließlich blieben aber nur Grandson, Yverdon und Murten von bernischen Truppen belegt. So konnte Jakob im Frühjahr 1476 seine Besitzungen wieder größtenteils in Besitz nehmen, als sich Herzog Karl der Kühne ebenfalls der Eidgenossenschaft zuwandte und mit einem großen Heer über Jougne in die Waadt zog. Zur Vorbereitung des burgundischen Feldzugs griff Jakob am 13. Januar überraschend die Berner in Yverdon an. Die bernische Besatzung konnte sich allerdings in die Burg retten. Da am nächsten Tag bereits bernische Entsatztruppen eintrafen, trat Jakob den Rückzug an.
Nach den Niederlagen Karls des Kühnen bei Grandson und Murten gegen die Eidgenossen bedrohten Bern und Freiburg erneut die Waadt, die nun für Jakob definitiv verloren war. Erst als Ludwig XI. von Frankreich als neuer Vormund von Herzog Amadeus intervenierte, zogen sich die Eidgenossen wieder zurück. Trotzdem musste Savoyen im Frieden von Freiburg i. Ü. am 14. August 1476 große territoriale Zugeständnisse machen. Bis zur Zahlung einer großen Geldsumme verblieb die Waadt vorläufig bei Bern und Freiburg. Eine spezielle Klausel des Friedens schloss für die Zukunft eine Vergabe der Baronie Waadt als Apanage aus und bestimmte, dass Jakob von Savoyen auf ewig aus dem Land verbannt blieb.

## Im Dienste Marias von Burgund
Nach dem Verlust seiner Lehen in Savoyen und dem Tod Karls des Kühnen bei Nancy 1477 trat Jakob in die Dienste von Maria von Burgund und ihrem Ehemann, dem deutschen König Maximilian I. von Habsburg. Er erhielt 1478 in Brügge den Orden vom Goldenen Vlies und zeichnete sich 1479 in der Schlacht bei Guinegate als Oberkommandierender der flandrischen Truppen aus. Dann stellte er sich allerdings auf die Seite der rebellierenden niederländischen Städte und musste nach Frankreich fliehen. 1484 heiratete er Maria von Luxemburg, die Enkelin des als Hochverräters hingerichteten Ludwig I. von Luxemburg. König Karl VIII. von Frankreich verlieh deshalb die Lehen Ludwigs an Jakob, der dadurch zum Grafen von Saint-Pol wurde und noch weitere Besitzungen in Flandern und Brabant erhielt. Er starb 1486 im Schloss Ham in der Picardie.